# Liste der Kulturgüter in Tobel-Tägerschen
Die Liste der Kulturgüter in Tobel-Tägerschen enthält alle Objekte in der Gemeinde Tobel-Tägerschen im Kanton Thurgau, die gemäss der Haager Konvention zum Schutz von Kulturgut bei bewaffneten Konflikten, dem Bundesgesetz vom 20. Juni 2014 über den Schutz der Kulturgüter bei bewaffneten Konflikten sowie der Verordnung vom 29. Oktober 2014 über den Schutz der Kulturgüter bei bewaffneten Konflikten unter Schutz stehen.
Objekte der Kategorie A sind im Gemeindegebiet nicht ausgewiesen, Objekte der Kategorie B sind vollständig in der Liste enthalten, Objekte der Kategorie C fehlen zurzeit (Stand: 1. Januar 2023).

## Kulturgüter
| Foto | | Objekt                                                                                               | Kat. | Typ | Standort                                         | Beschreibung                            |
| ---- | --- | --- | ---- | --- | ------------------------------------------------ | --------------------------------------- |
| ja   | Datei hochladen · Wikidata zu Ehemalige Johanniter-Komturei mit Pförtnerhaus, Bavahaus und Kornspeicher (Südflügel) (Q1235751) | Ehemalige Johanniter-Komturei mit Pförtnerhaus, Bavahaus und Kornspeicher (Südflügel) KGS-Nr.: 05181 | B    | G   | Tobel, Komturei 12, 15 720304 / 263885           |                                         |
| ja   | Datei hochladen · Wikidata zu Katholische Kirche St. Johann mit freistehendem Kirchturm (Q29883447)                            | Katholische Kirche St. Johann mit freistehendem Kirchturm KGS-Nr.: 05182                             | B    | G   | Tobel, Kirchstrasse 1.3, 4.4 720373 / 263906     |                                         |
| ja   | Datei hochladen · Wikidata zu Wohnhaus Frohburg (Q29883451)                                                                    | Wohnhaus Frohburg KGS-Nr.: 11058                                                                     | B    | G   | Tobel, Hauptstrasse 13 719975 / 263849           |                                         |
| ja   | Datei hochladen · Wikidata zu Ehemaliges Arzthaus (Q29883445)                                                                  | Ehemaliges Arzthaus KGS-Nr.: 13834                                                                   | B    | G   | Tägerschen, Münchwilerstrasse 10 719763 / 263252 | spätbarockes Wohnhaus mit Mansardendach |
| ja   | Datei hochladen · Wikidata zu Ehemaliger Freisitz / Schloss (Q29883443)                                                        | Ehemaliger Freisitz, Schloss KGS-Nr.: 13835                                                          | B    | G   | Tägerschen, Münchwilerstrasse 4 719841 / 263238  |                                         |
| ja   | Datei hochladen · Wikidata zu Ehemalige Taverne Im Loch (Q29883441)                                                            | Ehemalige Taverne Im Loch KGS-Nr.: 13837                                                             | B    | G   | Tobel, Schmiedgasse 6 720182 / 263909            |                                         |
| ja   | Datei hochladen · Wikidata zu Bauernhaus Kaufmann / Pilgerherberge (Q29883437)                                                 | Bauernhaus Kaufmann, Pilgerherberge KGS-Nr.: 13838                                                   | B    | G   | Tobel, Komturei 2 720225 / 263903                | erbaut zwischen 1762 und 1775           |